# 3+3
3+3 ist ein Jazzalbum von Tomeka Reid. Die wohl um 2023 entstandenen Aufnahmen erschienen am 26. April 2024 auf Cuneiform Records.

## Hintergrund
3+3 ist die dritte Veröffentlichung nach Tomeka Reid Quartet (Thirsty Ear, 2015) und Old New (Cuneiform, 2019) des All-Star-Quartetts unter Leitung der Cellistin Tomeka Reid, mit Jason Roebke am Bass, Tomas Fujiwara am Schlagzeug und Mary Halvorson an der Gitarre.

## Titelliste
- Tomeka Reid Quartet: 3+3 (Cuneiform Records RUNE 525)[1]

1. Turning Inward / Sometimes You Just Have to Run With It 16:23
2. Sauntering with Mr. Brown 08:37
3. Exploring Outward / Funambulist Fever 15:15

Die Kompositionen stammen von Tomeka Reid.

## Rezeption

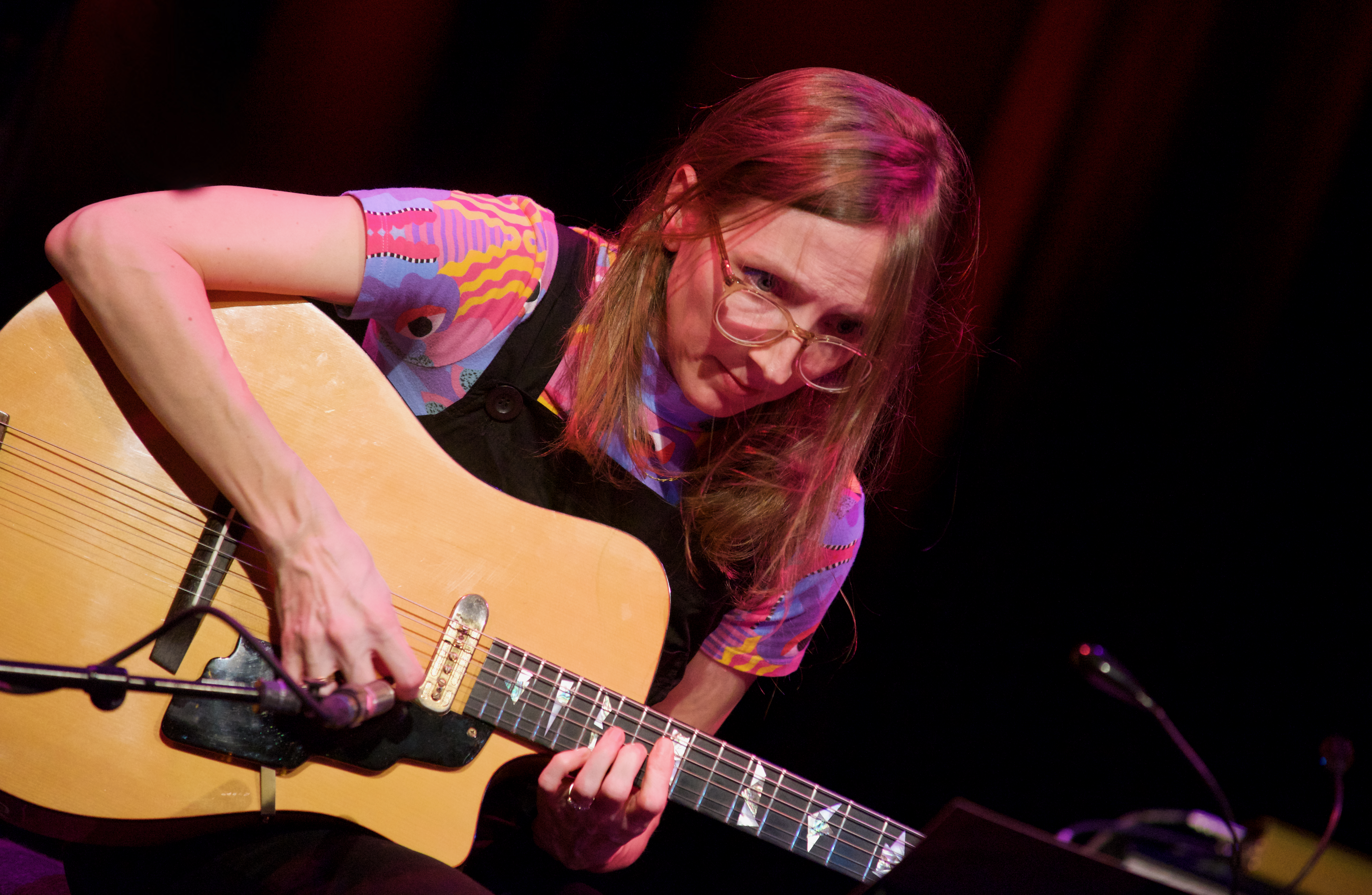
Mary Halvorson (2023)

Auf 3+3 sei eine Dualität dieser Musik vorherrschend, eine von Intuition und Absicht – als hätte Tomeka Reid ihr Quartett zu einem ersten Stopp auf der Landkarte geführt und es dann losgelassen … und nachdem alles gesagt und getan war, habe sich herausgestellt, dass jeder improvisierte Ton genau mit dem übereinstimmte, was Reid die ganze Zeit geplant hatte, schrieb Dave Sumner in Daily Bandcamp. Es sei die Art von sympathetischer Beziehung, die zwischen der Cellistin und Mary Halvorson, Tomas Fujiwara und Jason Roebke zu erwarten war. Aber das mache es nicht weniger überraschend, das Quartett in Aktion zu hören. Manchmal verhalte sich die Musik so, als würde sie sich davor zurückhalten, ihr wahres Gesicht zu zeigen; ein anderes Mal öffne sie sich und zeige der Welt sein Herz. Diese Musik sei durch und durch modern, teile aber den Geist der avantgardistischen Vorreiter, die 50 Jahre zuvor kamen.
„Manchmal muss man vor einem Musikstück in schlichter Ehrfurcht niederknien, auf seinen Flügeln himmelwärts schweben oder in Begeisterung darüber ausbrechen“, lobte Chris May, der das Album in All About Jazz mit der Höchstbewertung von fünf Sternen auszeichnete, und so verhalte es sich auch bei 3+3, das so hinreißend gut sei, wie Jazz nur sein kann. Die Klangleinwand der Band sei unverändert – freie Improvisation, elementarer Groove, erhabene Melodien, kontrollierte Turbulenzen. Doch neu sei, dass Reid von kurzen zu langen Kompositionen übergegangen sei. Außerdem sei Reid zwar im Herzen eine akustische Cellistin geblieben, habe aber jetzt auch elektronische Elemente integriert, und zwar in einem Ausmaß, bei dem es manchmal unmöglich sei, den Punkt zu bestimmen, an dem sich ihr Spiel von dem von Halvorson unterscheide.
Genau wie man es bei einer Live-Show erwarten würde, gehe 3+3 organisch von Melodie zu Melodie über, schrieb Hannah Edgar im Chicago Reader. In „Turning Inward / Sometimes You Just Have to Run With It“ öffne sich ein von Reids Cello und Roebkes Bass intonierter Choral zu einer schnellen, synkopierten Melodie, wobei Halvorson und Reid in spielerischem Einklang agieren. Ein Schlagzeugsolo von Fujiwara werde schließlich zur Brücke zum druckvollen, hochtemperierten „Fever“, und das Schlussstück „Exploring Outward / Funambulist Fever“ würde von freier Improvisation zu einer sich ständig weiterentwickelnden Cellomelodie führen. Die Ausnahme sei lediglich „Sauntering with Mr. Brown“, ein schüchterner Tango, der allein im Zentrum des Albums stehe. Ein sich windendes Basssolo Roebkes und ein hallgetränkter „Rock-Out“ Reids würden das Ganze abrunden.
3+3 lockere den Ansatz von Old New noch weiter auf, um mehr freie Improvisation und Elektronik als zuvor einzubauen, schrieb Bob Shepherd (Post Genre). Diese größeren Freiheiten würden dennoch zu Stücken führen, in denen der komponierte musikalische Ausdruck sicher bleibe. „Exploring Outward / Funambulist Fever“ sei hierfür ein hervorragendes Beispiel, da das Stück allmählich von der freien Improvisation zu klaren Melodielinien auf dem Cello übergehe. Auf 3+3 finde man Momente von extremer Schönheit, die jeder wahrnehmen könne, durchsetzt mit freiem und individuellem Ausdruck. Reids geschickte Fähigkeiten, diesen Raum zwischen Struktur und Freiheit zu erkunden, dürften angesichts ihres Hintergrunds nicht überraschen. In den letzten anderthalb Jahrzehnten sei sie führend darin gewesen, das Cello – ein Instrument, das stereotypisch auf hochkomponierte Stücke beschränkt sei – in improvisierte Kontexte zu bringen.
Das Album gelangte im Juli 2024 auf #5 bei dem von Tom Hull erhobenen Mid-Year Jazz Critics Poll.